# Braak
Braak est une commune allemande du Schleswig-Holstein, située dans l'arrondissement de Stormarn (Kreis Stormarn), à sept kilomètres au sud de la ville d'Ahrensburg, près de Hambourg. Braak fait partie de l'Amt Siek qui regroupe cinq communes autour de Siek.